# 哈迪 (蒙大拿州)
哈迪（英語：Hardy）是位於美國蒙大拿州喀斯喀特縣的普查規定居民點。

## 歷史
哈迪的郵局於1888年設立，其後於1915年停運。

## 人口
根據2020年美國人口普查的數據，哈迪的面積為3.36平方千米，當中陸地面積為2.93平方千米，而水域面積為0.43平方千米。當地共有人口88人，而人口密度為每平方千米26.19人。